# The Last of Us: Left Behind
The Last of Us: Left Behind es un videojuego de acción-aventura tipo videojuego de terror desarrollado por Naughty Dog y publicado por Sony Computer Entertainment. Fue lanzado en todo el mundo para PlayStation 3 el 14 de febrero de 2014, como un paquete de expansión descargable (DLC) para The Last of Us; más tarde se incluyó con The Last of Us Remastered, una versión actualizada del juego lanzado para PlayStation 4 el 29 de julio de 2014, y se lanzó como un paquete de expansión independiente para ambas consolas el 12 de mayo de 2015. Ambientados en un mundo post-apocalíptico, los jugadores controlan a Ellie, una adolescente que pasa tiempo con su mejor amiga Riley después de su inesperado regreso. 
The Last of Us: Left Behind se juega desde una perspectiva en tercera persona; los jugadores usan armas de fuego, armas improvisadas y sigilo para defenderse de humanos hostiles y criaturas zombis infectadas por una cepa mutada del hongo Cordyceps. Los jugadores pueden usar el "Modo de escucha" para localizar enemigos a través de una mayor sensación de audición y conciencia espacial. El juego también cuenta con un sistema de fabricación, que permite a los jugadores personalizar las armas a través de las actualizaciones. 
The Last of Us: Left Behind fue muy esperado debido al éxito crítico de The Last of Us. Fue aclamado por muchos críticos, con elogios particulares por su historia, caracterización y representación de personajes femeninos y LGBT. Ha ganado varios premios y reconocimientos de múltiples publicaciones de juegos desde su lanzamiento.

## Juego
The Last of Us: Left Behind es similar a la jugabilidad básica de The Last of Us. Es un juego de horror y supervivencia, de acción-aventura que utiliza una perspectiva en tercera persona. El juego incluye tiroteos, combate cuerpo a cuerpo y un sistema de cobertura. Los jugadores controlan a Ellie. Una característica adicional en el combate es la capacidad de enfocar la atención de los infectados hacia los enemigos humanos, arrojando objetos para distraerlos. Esto da como resultado un menor número de enemigos a los que enfrentarse, dando a los jugadores una ventaja táctica. A lo largo del juego, los jugadores se encuentran con lugares y actividades alrededor del centro comercial, como un carrusel, un fotomatón, una sala de video, una tienda de máscaras y pistolas de agua. Todos estos lugares y actividades tienen cierto nivel de interactividad, lo que permite a los jugadores usarlos de diferentes maneras; Por ejemplo, la cabina de fotos permite a los jugadores seleccionar diferentes maneras de posar para una foto, mientras que el uso de las pistolas de agua hace que los jugadores empapen a Riley.

## Trama
Después de una pelea que deja a Joel (Troy Baker) gravemente herido, Ellie (Ashley Johnson) busca suministros en un centro comercial abandonado para curarlo. Ella descubre un botiquín en un helicóptero militar abandonado. Volviendo a Joel, Ellie se ve obstaculizada por los infectados y los miembros de un grupo humano hostil. Ella lucha para regresar al inconsciente Joel, trata su herida abierta y lo lleva a buscar un escondite para el próximo invierno. 
Meses antes, antes de que Ellie conociera a Joel, la amiga de Ellie, Riley (Yaani King), sorprende a Ellie en su internado después de semanas de ausencia. Ella revela que se ha unido a las Luciérnagas, un grupo revolucionario de milicias, y lleva a Ellie a explorar un centro comercial abandonado. Riley revela que ha sido asignada a un grupo de luciérnagas en una ciudad diferente, y rompió las reglas para ver a Ellie nuevamente. Las chicas discuten, pero Ellie finalmente le dice que apoya su decisión, ya que es algo que Riley ha querido durante mucho tiempo. Antes de separarse, Riley conecta el walkman de Ellie al sistema de sonido y baila con ella. Ellie, entre lágrimas, le ruega a Riley que no se vaya. Riley se arranca su placa de identificación y Ellie la besa. Atraídos por el ruido, los infectados persiguen a Ellie y Riley; corren, pero son mordidas. Ambas consideran el suicidio, pero eligen pasar sus últimas horas juntas.

## Desarrollo

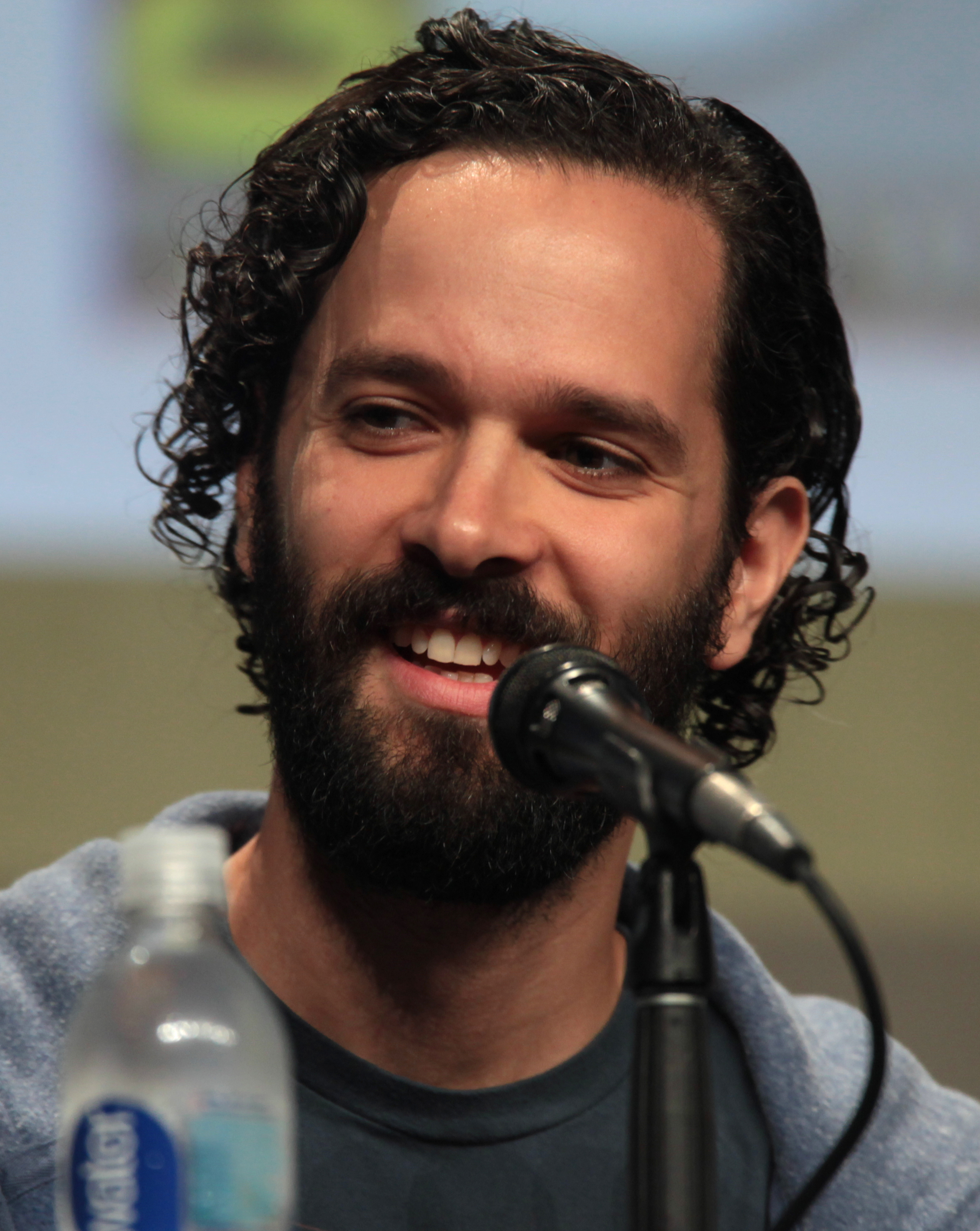
Neil Druckmann trabajó como director creativo en The Last of Us: Left Behind, escribiendo la historia del juego.

Naughty Dog comenzó a desarrollar The Last of Us: Left Behind tras el lanzamiento de The Last of Us en junio de 2013, con un equipo de aproximadamente la mitad del tamaño. Luego de la decisión de crear contenido descargable para un solo jugador para el juego, el equipo de desarrollo decidió de inmediato que la historia se centraría en el personaje de Ellie; descubrieron que los jugadores de The Last of Us estaban interesados en conocer los eventos en la vida de Ellie antes de los eventos del juego principal, particularmente los eventos que involucran a Riley Abel, a quien Ellie mencionó en The Last of Us. Además, descubrieron que algunos jugadores estaban interesados en los eventos que ocurrieron entre los segmentos de otoño e invierno del juego principal, en los que Ellie cuida a un Joel lesionado. Esto llevó al equipo a decidir contrastar estos dos eventos entre sí, sintiendo que ayudaría al ritmo de la historia. El director del juego, Bruce Straley, dijo que el equipo sintió que la historia justificaba el desarrollo de Left Behind. 

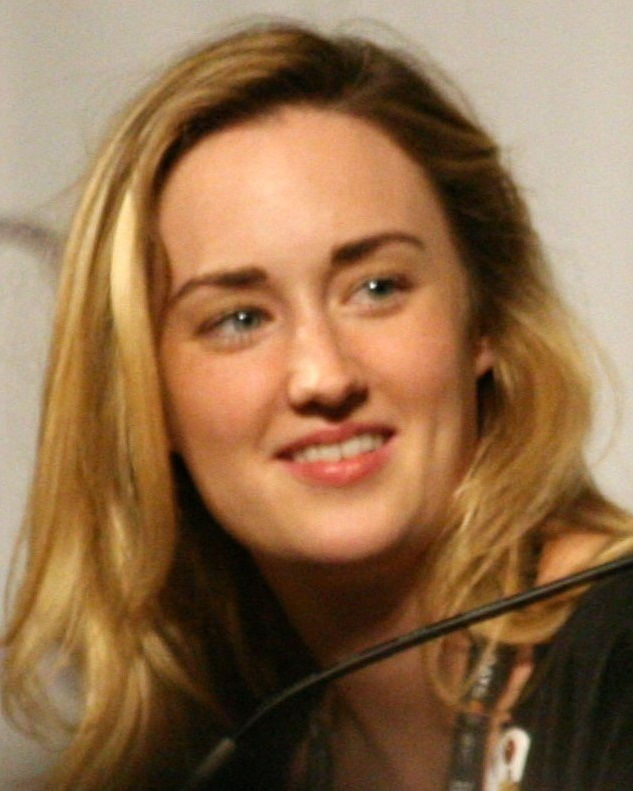
Ashley Johnson interpretó a Ellie en Left Behind, repitiendo el papel de The Last of Us.

Left Behind fue escrito para enfocarse en la relación entre Ellie y Riley, y para contar los eventos que definieron sus personalidades posteriores. Riley fue presentado cronológicamente a Ellie en The Last of Us: American Dreams, un cómic escrito por el director creativo Neil Druckmann y la artista Faith Erin Hicks. El equipo utilizó el cómic como punto de referencia al desarrollar la relación entre Ellie y Riley, y se interesó particularmente en tener la oportunidad de ver más de su relación; Druckmann sintió que no habrían desarrollado Left Behind si American Dreams no hubiera sido escrito. Druckmann sintió que la historia de la relación de Joel y Ellie en The Last of Us trataba de la supervivencia, la lealtad y el amor, y que la relación de Ellie y Riley en Left Behind trata temas similares. Straley sintió que los temas involucran amor, pérdida y devoción, reflexionando sobre la medida en que uno va a proteger a aquellos que le importan. Ashley Johnson interpretó a Ellie en Left Behind, repitiendo su papel de The Last of Us . Para retratar a Riley, el equipo eligió a Yaani King; Johnson ha notado que fue interesante actuar contra alguien diferente, y que King encajó en el papel de inmediato. King se sintió intimidado para formar parte de un gran proyecto y estaba preocupado por "encajar". Al equipo le pareció interesante contar la historia de Riley, ya que los jugadores de The Last of Us ya sabían el efecto que tenía en Ellie; Left Behind ve que el comportamiento de Riley cambia a Ellie, lo que resulta en el enfoque de este último para luchar para salvar a los que están cerca de ella. El equipo también estaba interesado en el comportamiento de Ellie con Riley; ella es percibida como más juguetona. En Left Behind, Ellie y Riley comparten un beso; el equipo exploró omitir el beso del juego, pero sintió que era imprescindible para la historia y que fortaleció la relación. Aunque inicialmente solo sintió que Ellie veía a Riley como una influencia, Druckmann más tarde consideró su atractivo romántico y decidió explorar el concepto.
Mientras escribía The Last of Us, Druckmann tenía una idea general de los eventos que darían forma a la identidad de Ellie; Al concebir la dirección de la historia de Left Behind, descubrió que estos eventos eran adecuados. Druckmann sintió que omitir la naturaleza de la discusión entre Ellie y Riley, que tuvo lugar antes de los eventos del juego, permitió a los jugadores sacar sus propias conclusiones. El equipo encontró interesantes varias secciones del juego, como las referencias a Facebook y Halloween, ya que los personajes desconocen su significado.
El menor tiempo de desarrollo de Left Behind le dio al equipo la oportunidad de probar mecánicas e ideas que no pudieron probar en el juego principal. Con el combate del juego, una característica adicional era permitir a los jugadores enfocar la atención de los infectados hacia los enemigos humanos, permitiendo un escape más fácil. La jugabilidad también se centró más en los personajes, a diferencia del combate, para permitir a los jugadores relacionarse más con ellos. Las secuencias de juego fueron diseñadas para contrastar con otros momentos de la vida de Ellie; Por ejemplo, la lucha con pistola de agua con Riley contrasta con los tiroteos con enemigos. El equipo descubrió que crear algunas mecánicas de juego era un desafío, con incluso menos escenarios de combate en Left Behind que en The Last of Us. La animación de las máscaras también presentó un desafío, debido a la cantidad de articulaciones; tomó varias iteraciones antes de que se implementara el diseño final. 
The Last of Us: Left Behind fue lanzado en todo el mundo para PlayStation 3 el 14 de febrero de 2014 como un paquete de expansión descargable para The Last of Us. Más tarde se incluyó con The Last of Us Remastered, una versión actualizada del juego lanzado para PlayStation 4 el 29 de julio de 2014. Se lanzó como un paquete de expansión independiente para PlayStation 3 y PlayStation 4 el 12 de mayo de 2015.

## Recepción

### Respuesta crítica
The Last of Us: Left Behind fue lanzado con gran éxito de crítica. Metacritic, que asigna una calificación normalizada en el rango 0–100, calculó un puntaje promedio de 88 de 100, indicando "revisiones generalmente favorables", basado en 69 revisiones.  Los revisores elogiaron el desarrollo del personaje, la historia y el subtexto, la jugabilidad y el combate, y la representación de personajes femeninos y LGBT. 
Tom Mc Shea de GameSpot encontró la historia perspicaz,  y Colin Moriarty de IGN la nombró una de las características más destacadas del juego.  Matt Helgeson de Game Informer escribió que la escritura "brilla", y que ayudó significativamente con el desarrollo de los personajes.  Henry Gilbert de GamesRadar sintió que la historia era "intermitentemente intensa, trágica, humorística e incluso conmovedora". Polígono 'Samit Sarkar escribió que dejó detrás 'sirve como una historia paralela excelente' al juego principal, pero es 'aún más impresionante' cuando se toma por sus propios méritos. Nick Cowen de Computer and Video Games encontró la historia "menos satisfactoria" que The Last of Us debido a la falta de nuevos detalles sobre Ellie, pero de todos modos la declaró "llena de acción y agradable".
Los personajes, particularmente la relación entre Ellie y Riley, recibieron elogios. Polígono 'Philip Kollar apreciar la capacidad del juego para retratar personajes femeninos realistas, señalando que 'no son fáciles estereotipos',  mientras que de GameSpot Mc Shea sintió nueva apreciación de Ellie por ver a sus acciones en torno a Riley.  Helgeson de Game Informer agradeció la incorporación de Riley y señaló que "se juega con el mismo nivel de profundidad y sutileza emocional" que otros personajes. Tim Martin, del Daily Telegraph elogió la "interacción" entre Ellie y Riley, y Stace Harman de Eurogamer sintió que el juego mejora la comprensión de la relación de Joel y Ellie. Las actuaciones de los personajes también recibieron elogios, con Moriarty de IGN y Kirk Hamilton de Kotaku señalando que el juego mejoró como resultado.
El juego recibió algunas reacciones positivas en relación con su representación de personajes LGBT. El beso compartido por Ellie y Riley fue descrito por Hamilton de Kotaku como "el último momento decisivo de los videojuegos", declarándolo "un gran problema". Keza MacDonald de IGN escribió que el beso fue "tan hermoso, natural y divertido que [ella] quedó estupefacta". Edward Smith, de International Business Times, sintió que el beso era "el primer ejemplo de intimidad en un videojuego que significaba cualquier cosa", y lo reconoció como "una expresión de la floreciente sexualidad adolescente y de... la amistad". Amplify, un proyecto del grupo de defensa sin fines de lucro Advocates for Youth, informó que el beso había suscitado críticas por parte de algunos jugadores.
Muchos críticos encontraron que la jugabilidad y el combate son una refrescante diferencia de otros juegos. Harman de Eurogamer elogió la capacidad del juego para vincular la jugabilidad con la historia, y señaló que agrega "diversidad y dinamismo".  Helgeson de Game Informer elogió la función de juego adicional que permite a los jugadores forzar peleas entre los Infectados y los enemigos humanos, nombrando tales secuencias "atractivas",  mientras que Martin de The Daily Telegraph agradeció la capacidad del juego para contextualizar las secuencias de combate. Sin embargo, algunos críticos se sintieron negativamente acerca de una secuencia de juego que ocurre al final del juego, que requiere que los jugadores maten a una gran cantidad de enemigos; Mc Shea de GameSpot señaló que se sentía "antinatural", y Moriarty de IGN lo llamó "forzado". Eric L. Patterson, de Electronic Gaming Monthly escribió que los jugadores se sentirán "decepcionados" si juegan "más por el juego que por la historia".
El mundo y los entornos del juego fueron aclamados por muchos críticos. Polígono ' Kollar llama lugares del juego 'hermosa',  mientras que Harman de Eurogamer escribió que el diseño de los niveles mejoró significativamente los entornos.  Moriarty de IGN elogió el entorno dentro del centro comercial, debido a su regularidad en "el mundo real, pre-apocalíptico". Mc Shea, de GameSpot, también consideró que el enfoque del juego en la exploración permitía que los "entornos bien realizados [respiraran]",  y Martin, de The Daily Telegraph, señalaron que el tamaño del cuerpo de Ellie permitía movimientos "más tranquilos y rápidos" en todos los entornos.

### Premios
The Last of Us: Left Behind recibió múltiples nominaciones y premios de publicaciones de juegos.Tras su lanzamiento, GameSpot otorgó el juego Left Behind del mes para febrero de 2014. Para el año 2014, el juego fue el agregador de juegos GameRankings con mejor puntuación de PlayStation 3, y el tercer juego de PlayStation 3 con mejor puntuación de Metacritic. GameSpot nominó el juego para el Juego del año y le otorgó el Juego del año para PS3. También recibió el contenido adicional más valioso en los SXSW Gaming Awards, y el mejor DLC de Hardcore Gamer. La historia del juego recibió premios en los XI Premios de los videojuegos de la Academia Británica, IGN AU Black Beta Select Awards 2014, y los 67.º Premios del Writers Guild of America; el final del juego también ganó el Mejor momento memorable de IGN Australia. El personaje de Ellie recibió el personaje más valioso en los SXSW Gaming Awards, mientras que la actuación de Ashley Johnson como personaje ganó un premio en los British Academy Video Games Awards. El juego también fue reconocido como innovador; fue nominado para el premio Games for Change en The Game Awards 2014, así como el Matthew Crump Cultural Innovation Award en los SXSW Gaming Awards.